# Kontinuitetsfaktor
Kontinuitetsfaktorn anger hur en utbredd last på en balk (men även takplåt, bjälklagselement eller liknande) förväntas fördela sig till de olika stöden på vilken balken är upplagd. Med en kontinuitetsfaktor på 1.1 är det 10% mer last som går till stödet än bara en jämnt fördelad last q * facklängden L. Lasten blir 1.1*q*L. I fallet utan någon kontinuitet över stödet, fritt upplagda balkar, är kontinuitetsfaktorn 1.0. Lasten blir 1.0*q*L
För typgodkända produkter så som fackverkstakstolar anges i typgodkännandet vilken kontinuitetsfaktor det är som skall användas i olika situationer. Tidigare fanns ett generellt typgodkännande som reglerade hur detta fick hanteras i Sverige, vad det gällde takbalkar. Och dessförinnan när tyska DIN-normer var det som användes, användes ingen annan kontinuitetsfaktor än 1.0.